# Hugo Bernatzik

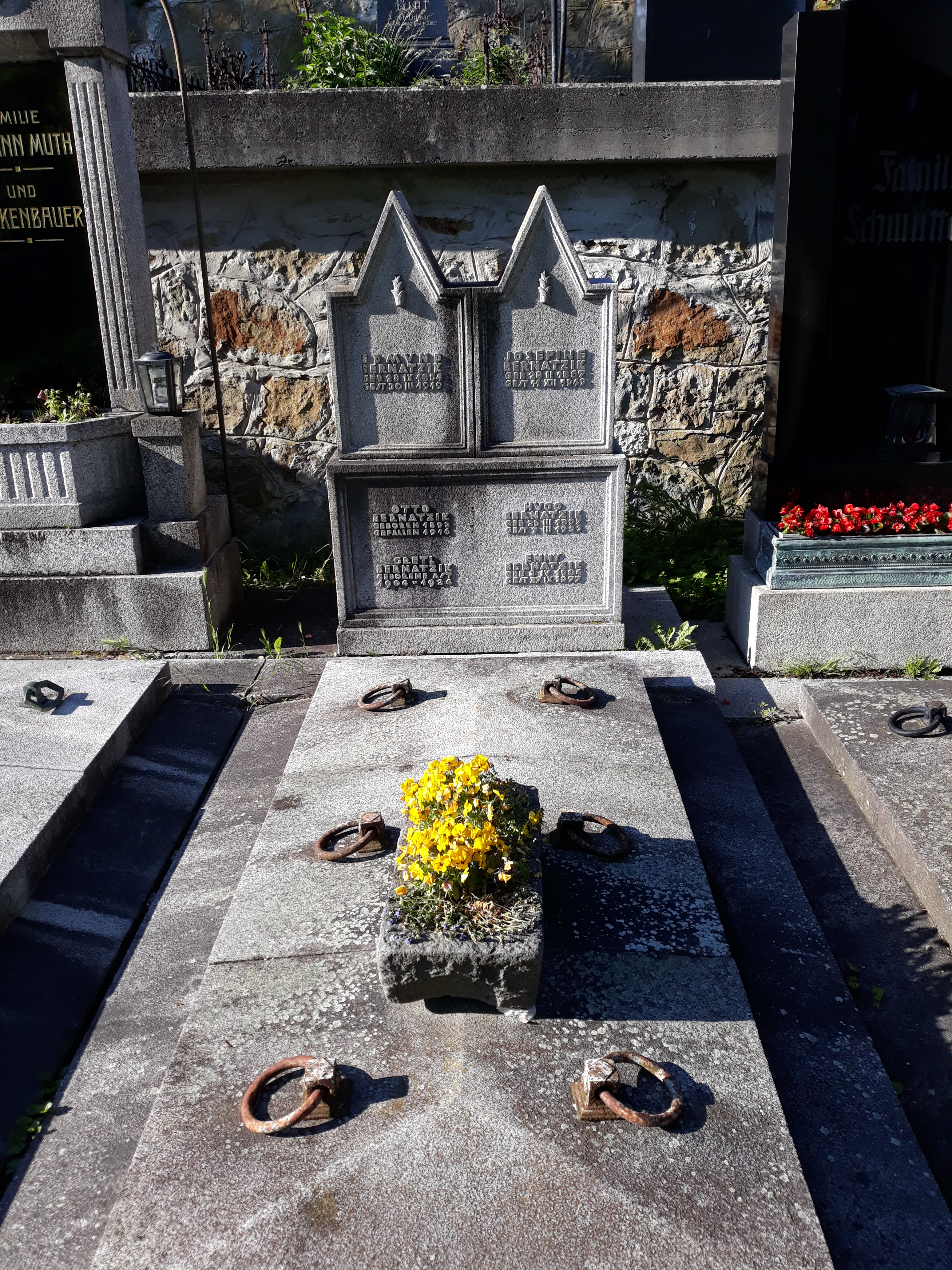
Das Grab von Hugo Bernatzik und seiner Ehefrau Emmy geborene Winkler im Familiengrab auf dem Heiligenstädter Friedhof in Wien

Hugo Adolf Bernatzik – auch Hugo Wolf Bernatzik – (* 26. März 1897 in Wien, Österreich-Ungarn; † 9. März 1953 ebenda) war ein österreichischer Reiseschriftsteller, Ethnologe und ein Begründer der angewandten Völkerkunde. Bernatzik ist auch als Fotograf bekannt geworden.

## Leben
Hugo Adolf Bernatzik war Sohn des Juristen Edmund Bernatzik. Nach der Matura 1915 meldete er sich freiwillig zur österreichisch-ungarischen Armee und war unter anderem in Albanien eingesetzt. 1920 brach er aus finanziellen Gründen ein Medizinstudium ab und studierte weiter an der Hochschule für Welthandel, später auch Anthropologie und Ethnologie an der Universität Wien.
Bernatzik versuchte sich als Unternehmer und begann, nach dem frühen Tod seiner ersten Frau Margarete Ast (1904–1924), mit ausgedehnten Foto- und Forschungsreisen. Diese wurden zu seinem Beruf und seiner Leidenschaft. Sie galten: 1924 Spanien und Nordwest-Afrika; 1925 Ägypten und Somaliland; 1927 Anglo-Ägyptischer Sudan; zwischen 1926 und 1930 Rumänien und Albanien; 1930/1931 Portugiesisch-Guinea (mit Bernhard Struck, Völkerkundemuseum Dresden); 1932/1933 Britische Salomon-Inseln, Britisch-Neuguinea, sowie Indonesien (Bali); 1934 Schwedisch-Lappland; 1936/1937 Burma, Thailand und Französisch-Indochina (Vietnam, Kambodscha); 1949/1950 Französisch-Marokko.
Seine Forschungen und seinen Lebensunterhalt finanzierte Bernatzik als Reiseschriftsteller und freier Wissenschaftler, durch Bildreportagen, Lichtbildvorträge und Sammlungsankäufe für Völkerkundemuseen in Deutschland und in der Schweiz. Seine intensive publizistische Tätigkeit und seine außergewöhnlichen Fotos von fremden Völkern machten ihn zu einer bekannten Persönlichkeit; er plante ein weltumspannendes Fotoarchiv von Stammesvölkern anzulegen, die er als existentiell bedroht ansah. Kolonialpolitisch setzte sich Bernatzik später für eine Verwaltung ein, welche die Lebensweise der Bewohner und ihre Umwelt stärker berücksichtigen sollte.
1927 heiratete er Emmy Winkler (1904–1977), die in Wien Psychologie studierte, seine Mitarbeiterin wurde und ihn auf mehreren Reisen begleitete, sie hatten drei Kinder. Ab 1930 studierte er an der Universität Wien Ethnologie, Psychologie, Anthropologie und Geographie und promovierte nach seiner Rückkehr aus Portugiesisch-Guinea 1932 mit einer Monographie der Kassanga. 1935 publizierte Bernatzik einen Artikel mit dem Titel Das Aussterben der Melonesier auf den britischen Salomonsinseln in der Zeitschrift für Rassenkunde. Im Juni desselben Jahres suchte er in Graz um die venia legendi mit einer Arbeit über die Entwicklung des Kindes auf der Salomon-Insel Owa Raha an, die Bestätigung seiner Habilitation erreichte ihn im Mai 1936 in Rangun, in der damals britischen Kolonie Burma.
Nach seiner Rückkehr aus Hinterindien im Mai 1937 führte er seine publizistische Tätigkeit weiter und bemühte sich vergeblich um eine feste akademische Anstellung. Anfang 1939 wurde er zum „außerplanmäßigen Professor“ an der Universität Graz ernannt, - eine Position ohne feste Bezüge. Pläne für eine weitere Expedition in die chinesische Provinz Yunnan, das Ursprungsgebiet einiger hinterindischer Bergvölker, mussten zu Beginn des Zweiten Weltkriegs aufgegeben werden.
Zu Beginn des Krieges wurde Bernatzik zur Wehrmacht eingezogen und als ehemaliger Offizier des Ersten Weltkrieges zur Fliegerausbildung nach Wiener Neustadt abkommandiert. Er setzte alles daran, um von der Wehrmacht für die Herausgabe eines Handbuchs für Afrika freigestellt zu werden, welches Kolonialbeamten und europäischen Siedlern ein Grundwissen über Land und Leute vermitteln sollte. Das Handbuch der angewandten Volkskunde war als Instruktionsbuch für die Wehrmacht gedacht, weshalb er gemeinsam mit anderen Beteiligten als „unabkömmlich“ eingestuft wurde. Bernatzik war auch darum bemüht, mit seiner damaligen Arbeit eine Grundlage für eine zukünftige Kolonisationspolitik zu schaffen. Den Begriff der Kulturkreise der Wiener Volkskunde lehnte er ab. Dieses Projekt wurde vom Kolonialpolitischen Amt in München in Auftrag gegeben, dessen Leiter Ritter von Epp von 1904 bis 1906 als Kompaniechef in Deutsch-Südwestafrika eingesetzt gewesen war. Als Revanchist engagierte er sich danach bei der extrem konservativen Deutschen Kolonialbewegung, die er schließlich in die NSDAP integrierte. Bernatzik wurde nach einem Lichtbildvortrag 1937 mit dem „General“ bekannt gemacht.
Bernatzik versuchte ab 1938, auch Mitglied der Forschungsgemeinschaft Deutsches Ahnenerbe, Abteilung Innerasien, zu werden, wurde aber trotz seiner NSDAP-Mitgliedschaft vor 1935 und seiner guten Vernetzung innerhalb der Partei für ungeeignet befunden. Er wurde mehrmals bei Heinrich Himmler vorstellig, um Projekte und seine „Auffassung der Völkerkunde in ihrer Bedeutung zum Kolonialproblem“ zu besprechen.
Während des Krieges verdankte er Ritter von Epp jene Gefälligkeitsgutachten, welche die Arbeit an seinem Handbuch für Afrika als „kriegswichtig“ einstuften, obwohl Hitler längst kein Interesse mehr an der „kolonialen Frage“ hatte, das KPA von diversen parteiinternen Interessengruppen zerrissen wurde und bald nur mehr auf dem Papier existierte. Immerhin ermöglichte die Protektion des „Generals“, dass Bernatzik sowie zahlreiche Mitarbeiter relativ unbeschadet durch den Krieg kamen und dass so manche seiner Interventionen zugunsten verfolgter Persönlichkeiten erfolgreich waren.
Während des Krieges arbeitete Bernatzik außer am Afrika-Handbuch auch an der Fertigstellung seines bedeutendsten Werkes, der Monographie Akha und Meau - Probleme der angewandten Völkerkunde in Hinterindien. Die fertigen Manuskripte beider Werke wurden 1944 durch einen Bombenangriff auf das Bibliographische Institut in Leipzig zerstört; im selben Jahr verbrannten auch sämtliche Negative seines Archivs nach einem Bombenangriff auf einen Bahnhof. Unter großen Anstrengungen brachte Bernatzik sowohl das Afrika-Handbuch als auch Akha und Meau 1947 textlich unverändert im Selbstverlag heraus, der Begriff „Kolonialethnologie“ war bereits 1944 durch „angewandte Ethnologie“ ersetzt worden.

### Politisches Engagement in der Zeit des Nationalsozialismus und Spitzeltätigkeit
Bernatzik beantragte am 20. Mai 1938 die Aufnahme in die NSDAP und wurde rückwirkend zum 1. Mai desselben Jahres aufgenommen (Mitgliedsnummer 6.106.337). In seinem Fragebogen zur Reichskulturkammer gab er selbst eine illegale NSDAP-Mitgliedschaft seit 1935 an. Er trat 1938 auch dem NSKK, der NSV, dem RLB und per 1. Juli 1938 auch der Reichsschrifttumskammer bei. Im Aufnahmeantrag zur Reichsschrifttumskammer verwies Bernatzik auf andere Mitgliedschaften, darunter auch jener im Bund deutscher Schriftsteller Wien.
Bernatzik war ab 1944 auch als passiver politischer Spitzel der NS-Abwehrstelle tätig, von April 1944 an wurde er als „Zubringer, Völkerkundler“ im Bereich III C 1 gelistet, die die Aufgabe hatte, Feindspionage in den Ministerien und staatlichen Ämtern abzuwehren. Er wurde gemeinsam mit Oswald Menghin und Baumann der Fach- und Personalgruppe „Wissenschaft und Hochschule“ zugerechnet.
Bernatziks politisches Engagement während der Zeit des Nationalsozialismus hatte nach Ende des Zweiten Weltkriegs deutliche Konsequenzen. 1946 wurden Akten mit „Verdacht des Verbrechens des Hochverrats“ angelegt, die sich auf Bernatziks illegaler Parteimitgliedschaft vor 1938 stützten und Bernatzik anlasteten, bereits seit Gründung der Reichskulturkammer 1933 deren Mitglied gewesen zu sein und seit diesem Zeitpunkt auch in Verbindung mit Kurt von Barisiani gestanden zu haben, um in seinem Auftrag wichtige Missionen im In- und Ausland durchzuführen. Zudem soll Bernatzik im Ausland auch im besonderen Auftrag des Deutschen Nachrichtenbüros gearbeitet haben.
Bernatzik stellte 1947 ein Amnestiegesuch an den Bundespräsidenten. Dem Gesuch wurde zuerst nicht stattgegeben; Ende 1947 wurde es doch angenommen, das Verfahren wegen des Verdachts des Hochverrats daraufhin eingestellt. Die Sicherheitsdirektion sah jedoch die vorgebrachten Informationen über Bernatziks bestens vernetzte Karriere im Nationalsozialismus als evident an und gab diese in weiterer Folge auch gelegentlich als Information weiter, was die weitere berufliche Karriere Bernatziks einschränkte und seine Projekte behinderte.

### Tod und postume Ehrungen
Hugo Bernatzik lebte mit seiner Familie in Wien-Heiligenstadt in einer Villa, die 1911 im Auftrag seines Vaters vom Architekten Josef Hoffmann erbaut und von Künstlern der Wiener Werkstätte ausgestattet worden war. Seine Schwester Helene Bernatzik war eine Textilkünstlerin und Kunsthandwerkerin der Wiener Werkstätte. 1953 starb er nach Jahren schwerer Krankheit im Alter von 56 Jahren. Bernatzik wurde am Heiligenstädter Friedhof in Wien bestattet.
Neben zahlreichen Büchern, die in viele Sprachen übersetzt und bis in die 1960er Jahre immer wieder neu aufgelegt wurden, hinterließ er ein bedeutendes fotografisches Werk, das in Wien am Photoinstitut Bonartes öffentlich zugänglich ist. Von August bis Oktober 2014 zeigte das Photoinstitut eine Ausstellung zu seiner Reise im Jahr 1927 in den Sudan mit dem Titel „Die herrlichen schwarzen Menschen“, zu der auch eine gleichnamige Veröffentlichung erschien.
Im Jahr 1957 wurde in Wien-Döbling (19. Bezirk) die Bernatzikgasse nach ihm benannt.

## Werke
Als Autor
- Zwischen weissem Nil und Belgisch-Kongo. großquart, mit 204 Fotos. L. W. Seidel & Sohn, Wien 1929.
- Gari Gari. Der Ruf der afrikanischen Wildnis. L. W. Seidel & Sohn, Wien 1930.
- Europas vergessenes Land. Mit 105 Abbildungen. L. W. Seidel & Sohn, Wien 1930 [spätere Auflagen unter dem Titel: Albanien. Das Land der Schkipetaren.]
- Der Dunkle Erdteil, Afrika. Großquart, 256 Fotos (auch anderer Autoren). orbis terarum, Atlantis, Berlin 1930.
- Albanien Das Land der Schkipetaren, Verlag Anton Schroll & Co. Wien, ca. 1930. 4. Auflage 93 Abb. 1 Karte.
- Geheimnisvolle Inseln Tropenafrikas. Das Reich der Bidyogo auf den Bissagos Inseln. Wasmuth, Berlin / Zürich 1933.
- Äthiopen des Westens. Forschungsreisen in Portugiesisch-Guinea. 2 Bände, 378 Fotos, 11 Farbtafeln, 67 Zeichnungen. L. W. Seidel & Sohn, Wien 1933.
- Südsee. Mit 66 Fotos. Bibliographisches Institut, Leipzig 1934.
- Lappland. L. W. Seidel & Sohn, Wien 1935.
- Owa Raha. Bernina Verlag, Wien / Leipzig / Olten 1936.
- Die Geister der gelben Blätter: Forschungsreisen in Hinterindien. Unter Mitarbeit von Emmy Bernatzik. 204 Bilder. Bruckmann, München 1938.
- Im Reich der Bidyogo – Geheimnisvolle Inseln in Westafrika. Koehler & Voigtländer, Leipzig / Kommissionsverlag Österr. Verlagsanstalt, Innsbruck 1944.
- Akha und Meau. Probleme der angewandten Völkerkunde in Hinterindien. 2 Bände. 108 Fotos, 4 Farbtafeln, 431 Zeichnungen. Kommissionsverlag der Wagner’schen Univ.-Buchdruckerei, Innsbruck 1947.
- Vogelparadies. Vogelwelt und Menschen in europäischen Rückzugsgebieten. Kommissionsverlag: Schlüsselverlag Ges.m.b.H., Innsbruck 1947.

Als Herausgeber und Mitautor
- Die Große Völkerkunde. Sitten, Gebräuche und Wesen fremder Völker. 3 Bände. Bibliographisches Institut, Leipzig 1939.
  - 1. Band: Australien, Amerika. Bearbeitet von Herbert Tischner und Walter Krickeberg.
  - 2. Band: Asien. Bearbeitet von Robert Bleichsteiner, Hans Findeisen, Alexander Slawik, Hugo A. Bernatzik, Theo Körner und Hans Nevermann.
  - 3. Band: Europa, Afrika. Bearbeitet von H. A. Bernatzik, Arthur Haberlandt, Richard Wolfram, Fritz Krüger, Robert Bleichsteiner, Walter Hirschberg, Dominik Josef Wölfel, Werner Vycichl, Hermann Baumann und Theo Körner.
- Afrika. Handbuch der angewandten Völkerkunde. 2 Bände. 202 Fotos, 10 Karten, unter Mitarbeit von 32 Fachautoren aus Deutschland, Österreich, Frankreich, Italien, Belgien. Wagner’sche Univ.-Buchdruckerei, Innsbruck 1947.
  - Band 1: Nordafrika (Ägypten, Libyen, Nordwest Afrika, Sahara), Sudan (Anglo-Ägyptischer Sudan, Niloten, Stämme zwischen Schari und Nil, Mittelsudan, Zentralsahara, Westsudan, Guineaküste), Westafrika (Goldküste, Togo, Südnigerien, Kamerun).
  - Band 2: Kongogebiet (Belgisch-Kongo, Unterer Kongo-Ogowe), Ostafrika (Nord-Ostafrika, Kenia, Uganda, Tanganjika, Ruanda-Urundi), Angola-Sambesi-Gebiet (Portugiesisch-Ostafrika, Njassaland, Süd-Nordrhodesien, Angola); Südafrika (Süd-Westafrika, Afrikanische Union und britische Protektorate), Madagaskar.

## Anmerkung
1. ↑  Diese Namensform wird zwischen 1933 und 1947 in verschiedenen Zeitschriften (Bregenz [Veranstaltungen. In: Vorarlberger Nachrichten. 3. Jahrgang, Nr. 115, 22. Mai 1947, S. 3 (onb.ac.at).], Linz [Was höhre ich im Radio? In: Mühlviertler Nachrichten. 46. Jahrgang, Nr. 3, 19. Januar 1934, S. 15 (onb.ac.at).], Wien [Tagesneuigkeiten. In: Neues Wiener Journal. Nr. 15.315, 9. Juli 1936, S. 9–10 (onb.ac.at).], Eisenstadt [Radiowoche. In: Burgenländisches Volksblatt. 13. Jahrgang, 23. September 1933, S. 7–8 (onb.ac.at).]) gebraucht.